# Montecreto
Montecreto (emilián nyelven Muntecrê vagy Muntecrêt) település Olaszországban, Emilia-Romagna régióban, Modena megyében. Lakosainak száma 930 fő (2023. január 1.). Montecreto Lama Mocogno, Pavullo nel Frignano, Sestola és Riolunato községekkel határos.

## Népesség
A település lakossága az elmúlt években az alábbi módon változott:
| Lakosok száma | 930  | 918  | 930  |
|               | 2017 | 2018 | 2023 |